# Albert I van Chiny
Albert I van Chiny (overleden op 29 september 1162) was van 1131 tot aan zijn dood graaf van Chiny. Hij behoorde tot het karolingische huis der Herbertijnen.

## Levensloop
Albert I was een zoon van graaf Otto II van Chiny uit diens huwelijk met Adelheid, dochter van graaf Albert III van Namen.
Na de dood van zijn vader omstreeks 1131 werd hij graaf van Chiny. Tijdens zijn regering hield Albert zich buiten de verschillende conflicten die zijn regio teisterden en verbleef hij grotendeels in Chiny. Hij overleed in 1162.
Hij huwde met Agnes, dochter van graaf Reinoud I van Bar. Uit hun huwelijk zijn acht kinderen bekend:
- Lodewijk III (overleden in 1189), graaf van Chiny
- Diederik (overleden na 1207), heer van Mellier
- Arnulf (overleden in 1181), bisschop van Verdun
- Alix (overleden na 1187), huwde met Manasses van Hierges
- Ida, huwde met heer Gobert V van Aspremont
- een dochter die huwde met Roger Walehem
- Hugo, huwde met een dochter van Reinoud van Donchéry
- een dochter die abdis was van het klooster van Givet